# Liboměřice
Obec Liboměřice se nachází v okrese Chrudim, kraj Pardubický. Žije zde 171 obyvatel.
V obci se nachází budova obecního úřadu, hasičská zbrojnice, hospoda, obchod, hřiště, rybník. V obci působí sbor dobrovolných hasičů.

## Historie
Liboměřice vznikly po roce 1329. Další písemná zmínka o obci pochází z roku 1547. Do vydání tolerančního patentu v roce 1781 se v Medunově stodole tajně konaly evangelické bohoslužby. V roce 1783 byl v obci založen toleranční evangelický sbor, brzy poté byl ale přesunut do Hradiště, kde získal místo ke stavbě kostela a kde sídlí dodnes. Sbor dobrovolných hasičů v Liboměřicích byl založen v roce 1900.

## Části obce
- Liboměřice
- Nové Lhotice
- Pohořalka
- Samařov